# Estació meteorològica del Cap de la Caça
L'Estació meteorològica del Cap de la Caça és l'estació meteorològica de referència pel servei meteorològic de l'Aeronautica Militare i per l'Organització Meteorològica Mundial, relativa a la localitat homònima al municipi de l'Alguer.

## Història
L'estació meteorològica es va activar com a estació meteorològica marina al semàfor de Cap de la Caça, gestionada originalment per la Regia Marina.
Les dades meteorològiques registrades es documenten des de principis del segle XX als butlletins meteorològics diaris de l'Oficina Meteorològica Central i, entre 1929 i 1933, les principals estadístiques meteorològiques marines. també han estat publicats per ISTAT als Annuari Statistici Italiani dels anys corresponents.

## Funcions
L'estació meteorològica es troba a Itàlia Insular, a Sardenya, a pocs km de la ciutat de l'Alguer, a 205 metres sobre el nivell del mar. i les coordenades geogràfiques 40° 33′ 38″ N, 8° 09′ 47″ E / 40.560569°N,8.163003°E.
A més de detectar dades relatives a temperatura, precipitacions, pressió atmosfèrica, humitat relativa, direcció i velocitat de vent, l'estació meteorològica està connectat a una boia situada davant del mar de Sardenya, gràcies a la qual és possible observar l'estat del mar, l'altura de l'ona del mar, la direcció de l'ona mateixa, així com la longitud i l'alçada de l'ona morta (l'ona ja no està subjecta a l'acció directa del vent).

## Mitjanes climàtiques oficials

### Dades climatològiques 1971-2000
Sobre la base de la mitjana de trenta anys 1971-2000, realment calculada a partir de 1975, la temperatura mitjana del mes més fred, gener, és +10,6° C; el del mes més calorós, agost, fa uns +24,2° C. En els mateixos trenta anys, la temperatura màxima absoluta va tocar els +39,8° C a juliol 1996 mentre que la temperatura mínima absoluta va baixar a -1,6 ° C al gener de 1999.
Les precipitacions mitjanes anuals van ascendir a 462,5 mm per any, amb un mínim prolongat  estiu i un pic moderat a tardor i un màxim secundari a hivern per a les acumulacions estacionals.
La mitjana anual d'humitat relativa registra el valor del 78,1% amb un mínim del 75% a juliol i setembre i un màxim del 81% al maig.
| Paràmetres climàtics mitjans de CAP DE LA CAÇA (1971-2000) | Paràmetres climàtics mitjans de CAP DE LA CAÇA (1971-2000) | Paràmetres climàtics mitjans de CAP DE LA CAÇA (1971-2000) | Paràmetres climàtics mitjans de CAP DE LA CAÇA (1971-2000) | Paràmetres climàtics mitjans de CAP DE LA CAÇA (1971-2000) | Paràmetres climàtics mitjans de CAP DE LA CAÇA (1971-2000) | Paràmetres climàtics mitjans de CAP DE LA CAÇA (1971-2000) | Paràmetres climàtics mitjans de CAP DE LA CAÇA (1971-2000) | Paràmetres climàtics mitjans de CAP DE LA CAÇA (1971-2000) | Paràmetres climàtics mitjans de CAP DE LA CAÇA (1971-2000) | Paràmetres climàtics mitjans de CAP DE LA CAÇA (1971-2000) | Paràmetres climàtics mitjans de CAP DE LA CAÇA (1971-2000) | Paràmetres climàtics mitjans de CAP DE LA CAÇA (1971-2000) | Paràmetres climàtics mitjans de CAP DE LA CAÇA (1971-2000) |
| Mes                                                        | Gen.                                                       | Feb.                                                       | Mar.                                                       | Abr.                                                       | Mai.                                                       | Jun.                                                       | Jul.                                                       | Ago.                                                       | Set.                                                       | Oct.                                                       | Nov.                                                       | Des.                                                       | Anual                                                      |
| ---------------------------------------------------------- | ---------------------------------------------------------- | ---------------------------------------------------------- | ---------------------------------------------------------- | ---------------------------------------------------------- | ---------------------------------------------------------- | ---------------------------------------------------------- | ---------------------------------------------------------- | ---------------------------------------------------------- | ---------------------------------------------------------- | ---------------------------------------------------------- | ---------------------------------------------------------- | ---------------------------------------------------------- | ---------------------------------------------------------- |
| Temperatura màxima registrada °C (°F)                      | 19,2 (66,6)                                                | 19,8 (67,6)                                                | 23,0 (73,4)                                                | 27,6 (81,7)                                                | 32,4 (90,3)                                                | 34,8 (94,6)                                                | 39,8 (103,6)                                               | 37,8 (100)                                                 | 34,8 (94,6)                                                | 29,8 (85,6)                                                | 24,0 (75,2)                                                | 21,4 (70,5)                                                | 39,8 (103,6)                                               |
| Temperatura mínima registrada °C (°F)                      | −1,6 (29,1)                                                | −0,4 (31,3)                                                | 3,0 (37,4)                                                 | 4,2 (39,6)                                                 | 7,0 (44,6)                                                 | 11,8 (53,2)                                                | 14,2 (57,6)                                                | 14,6 (58,3)                                                | 12,0 (53,6)                                                | 7,0 (44,6)                                                 | 2,0 (35,6)                                                 | 0,0 (32)                                                   | −1,6 (29,1)                                                |
| Temperatura diària màxima °C (°F)                          | 12,7 (54,9)                                                | 12,9 (55,2)                                                | 14,3 (57,7)                                                | 15,6 (60,1)                                                | 20,3 (68,5)                                                | 23,4 (74,1)                                                | 26,3 (79,3)                                                | 27,2 (81)                                                  | 24,1 (75,4)                                                | 20,6 (69,1)                                                | 16,2 (61,2)                                                | 13,8 (56,8)                                                | 19,0 (66,2)                                                |
| Temperatura diària mínima °C (°F)                          | 8,5 (47,3)                                                 | 8,6 (47,5)                                                 | 9,4 (48,9)                                                 | 10,5 (50,9)                                                | 14,3 (57,7)                                                | 17,4 (63,3)                                                | 20,0 (68)                                                  | 21,1 (70)                                                  | 18,5 (65,3)                                                | 15,5 (59,9)                                                | 11,9 (53,4)                                                | 9,7 (49,5)                                                 | 13,8 (56,8)                                                |
| Precipitació total mm (polzades)                           | 44,9 (1,8)                                                 | 28,8 (1,1)                                                 | 33,7 (1,3)                                                 | 46,3 (1,8)                                                 | 30,0 (1,2)                                                 | 18,5 (0,7)                                                 | 6,6 (0,3)                                                  | 9,0 (0,4)                                                  | 39,1 (1,5)                                                 | 78,4 (3,1)                                                 | 74,4 (2,9)                                                 | 52,8 (2,1)                                                 | 462,5 (18,2)                                               |
| Font:                                                      |                                                            |                                                            |                                                            |                                                            |                                                            |                                                            |                                                            |                                                            |                                                            |                                                            |                                                            |                                                            |                                                            |

## Valors extrems

### Temperatures mensuals extremes des de 1946 fins avui
La taula següent mostra les temperatures màximes i mínimes absolutes mensuals, estacionals i anuals des de 1946 fins a la data, amb l'any relatiu en què es van registrar. El màxim absolut del període examinat de +39,8° C és de juliol de 1996, mentre que el mínim absolut de -2,9° C és de febrer de 1949.
| Paràmetres climàtics mitjans de CAP DE LA CAÇA (1946-2021) | Paràmetres climàtics mitjans de CAP DE LA CAÇA (1946-2021) | Paràmetres climàtics mitjans de CAP DE LA CAÇA (1946-2021) | Paràmetres climàtics mitjans de CAP DE LA CAÇA (1946-2021) | Paràmetres climàtics mitjans de CAP DE LA CAÇA (1946-2021) | Paràmetres climàtics mitjans de CAP DE LA CAÇA (1946-2021) | Paràmetres climàtics mitjans de CAP DE LA CAÇA (1946-2021) | Paràmetres climàtics mitjans de CAP DE LA CAÇA (1946-2021) | Paràmetres climàtics mitjans de CAP DE LA CAÇA (1946-2021) | Paràmetres climàtics mitjans de CAP DE LA CAÇA (1946-2021) | Paràmetres climàtics mitjans de CAP DE LA CAÇA (1946-2021) | Paràmetres climàtics mitjans de CAP DE LA CAÇA (1946-2021) | Paràmetres climàtics mitjans de CAP DE LA CAÇA (1946-2021) | Paràmetres climàtics mitjans de CAP DE LA CAÇA (1946-2021) |
| Mes                                                        | Gen.                                                       | Feb.                                                       | Mar.                                                       | Abr.                                                       | Mai.                                                       | Jun.                                                       | Jul.                                                       | Ago.                                                       | Set.                                                       | Oct.                                                       | Nov.                                                       | Des.                                                       | Anual                                                      |
| ---------------------------------------------------------- | ---------------------------------------------------------- | ---------------------------------------------------------- | ---------------------------------------------------------- | ---------------------------------------------------------- | ---------------------------------------------------------- | ---------------------------------------------------------- | ---------------------------------------------------------- | ---------------------------------------------------------- | ---------------------------------------------------------- | ---------------------------------------------------------- | ---------------------------------------------------------- | ---------------------------------------------------------- | ---------------------------------------------------------- |
| Temperatura diària màxima °C (°F)                          | 19,8 (67,6)                                                | 26,0 (78,8)                                                | 26,6 (79,9)                                                | 31,2 (88,2)                                                | 34,4 (93,9)                                                | 37,8 (100)                                                 | 39,8 (103,6)                                               | 38,8 (101,8)                                               | 35,2 (95,4)                                                | 31,8 (89,2)                                                | 27,0 (80,6)                                                | 21,6 (70,9)                                                | 39,8 (103,6)                                               |
| Temperatura diària mínima °C (°F)                          | −1,6 (29,1)                                                | −2,9 (26,8)                                                | −2,7 (27,1)                                                | 4,2 (39,6)                                                 | 7,0 (44,6)                                                 | 10,0 (50)                                                  | 12,6 (54,7)                                                | 14,6 (58,3)                                                | 11,4 (52,5)                                                | 7,0 (44,6)                                                 | 1,4 (34,5)                                                 | 0,0 (32)                                                   | −2,9 (26,8)                                                |
| Font:                                                      |                                                            |                                                            |                                                            |                                                            |                                                            |                                                            |                                                            |                                                            |                                                            |                                                            |                                                            |                                                            |                                                            |